# 浦川原站
浦川原站（日语：／ Uragawara eki */?）位於新潟縣上越市浦川原區顯聖寺，是北越急行北北線的車站。

## 車站構造
- 岸式月台，為高架的無人車站。
- 月台上的候車室內設有自動售票機。
- 站房內設置有公共電話、自動販賣機及廁所。

## 車站周邊
- 上越市浦川原區總合事務所（原為浦川原村公所）
- 上越市立高田圖書館 浦川原分館
- 東頸巴士總公司 浦川原總站（原為頸城鐵道浦川原站）

## 歷史
- 1997年3月22日　北北線通車時設立。

## 鄰近車站
北越急行
北北線（快速）
蟲川大杉 - 浦川原 - 頸城
（普通）
蟲川大杉 - 浦川原 -  大池憩之森

## 外部連結
- （日語）浦川原車站（北越急行）